# Splitska fotorinolaringologija
Splitska fotorinolaringologija , hrvatski dvodijelni dokumentarni film scenarista i redatelja Mladena Santrića iz 2017. godine. Film je drugi od dvaju filmova koji predstavljaju Split "okom, uhom, glasom, njuhom i sluhom" splitskih fotografa. U filmu su pridonijeli poznati praktičari i teoretičari splitske fotografske pozornice, majstori i kroničari splitskih vremena među kojima su Duško Kečkemet, Andro Damjanić, Ivo Pervan, Feđa Klarić, Ante Verzotti, Ana Peraica Zoran Krpetić, Gordana Benić. Autor Santrić davno prije bavio se dokumentarno Splitom, i ovim se filmom vratio toj temi. Predstavlja se u filmu cijeli niz vrsnih splitskih fotografa (radovi 13 fotografa svih generacija: Duško Kečkemet, Andro Damjanić, Ivo Pervan, Fjodor Feđa Klarić, Ante Verzotti, Ana Peraica, Zoran Krpetić, Jelena Popić, Lidija Lolić, Damir Borčić, Gordana Benić, Mario Javorčić i Maja Prgomet) i "najluđi grad na svitu". U filmu se duhovito i vrlo dinamično prikazuje a gledatelj doživljava sve osobine i kvalitete ljudi i grada koji u fotografskoj povijesti već imaju istaknuto mjesto. Jedinstveno prikazuje sažetak osjetilnih doživljaja Splita. Ocjena je da je ovaj dokumentarni film prava dokumentarna poslastica "koja predstavlja današnji Split i njegovu dušu" i da je u svijetu dokumentaraca o Splitu ono što je Velo misto . Film je iz dva dijela. Nastavci se zovu Vječnost koja prolazi i Vječnost koja traje.